# EFL Trophy
De English Football League Trophy, momenteel om sponsorredenen bekend als de Bristol Street Motors Trophy, is een jaarlijkse bekercompetitie in het Engels voetbal. Het toernooi wordt georganiseerd door de Football League en is bedoeld voor clubs uit de onderste twee divisies van het professionele voetbal. Sinds het seizoen 2016/17 doen ook onder -21 teams van clubs uit de Premier League en Championship mee. Tussen 2000 en 2006 stond het toernooi ook open voor een bepaald aantal clubs uit de Football Conference. Het is het derde meest prestigieuze bekertoernooi in het Engelse voetbal, na de FA Cup en de EFL/League Cup.
Het begon in het seizoen 1983/84 als de Associate Members' Cup, maar in 1992, nadat de lagere divisies volwaardige leden van de Football League werden, werd het omgedoopt tot de Football League Trophy. Het werd opnieuw omgedoopt in 2016, tot EFL Trophy. Er was een eerdere competitie genaamd de Football League Group Cup die in 1981/82 begon en in het seizoen 1982/83 Football League Trophy heette, maar dit wordt niet unaniem als voorganger van deze competitie beschouwd.
De huidige kampioen (2022/23) is Bolton Wanderers FC, die Plymouth Argyle FC met 4-0 versloegen in de finale van 2023. De meest succesvolle club is Bristol City, die de trofee drie keer in de wacht sleepte, in 1986, 2003 en 2015.
De naam van het toernooi veranderde regelmatig vanwege gehanteerde sponsornamen. In seizoen 1983/84 begon het als de Associate Members’ Cup, maar daarna werden de namen Freight Rover Trophy, Sherpa Van Trophy, Leyland DAF Cup, Autoglass Trophy, Auto Windscreens Shield en vanaf seizoen 2000/01 tot en met seizoen 2005/06 LDV Vans Trophy gebruikt. Door een faillissement van LDV kwam het bedrijf in andere handen en de nieuwe eigenaren besloten vlak voor de finale van seizoen 2005/06 dat er geen prijzengeld namens het bedrijf beschikbaar zou worden gesteld. De naam werd op dat moment weer Football League Trophy. Voor de 2006/07 editie kwam er wederom een nieuwe opzet. Clubs uit de conference doen niet meer mee en de voorrondes worden verspeeld in vier regio's. De naam werd veranderd in: Johnstone's Paint Trophy. Na nog twee naamswijzigingen staat het toernooi met ingang van 2020 bekend als Papa John's Trophy.

## Finales

### Football League Group Cup / Football League Trophy
| Jaar | Winnaar         | Uitslag | Finalist        |
| ---- | --------------- | ------- | --------------- |
| 1982 | Grimsby Town FC | 3-2     | Wimbledon FC    |
| 1983 | Millwall FC     | 3-2     | Lincoln City FC |

### Football League Trophy
| Jaar | Winnaar                 | Uitslag      | Finalist            |
| ---- | ----------------------- | ------------ | ------------------- |
| 1984 | AFC Bournemouth         | 2-1          | Hull City           |
| 1985 | Wigan Athletic          | 3-1          | Brentford FC        |
| 1986 | Bristol City            | 3-0          | Bolton Wanderers    |
| 1987 | Mansfield Town          | 1-1 ns (5-4) | Bristol City        |
| 1988 | Wolverhampton Wanderers | 2-0          | Burnley FC          |
| 1989 | Bolton Wanderers        | 4-1          | Torquay United      |
| 1990 | Tranmere Rovers         | 2-1          | Bristol Rovers      |
| 1991 | Birmingham City         | 3-2          | Tranmere Rovers FC  |
| 1992 | Stoke City              | 1-0          | Stockport County    |
| 1993 | Port Vale               | 2-1          | Stockport County FC |
| 1994 | Swansea City            | 1-1 ns (3-1) | Huddersfield Town   |
| 1995 | Birmingham City         | 1-0 nv (gg)  | Carlisle United     |
| 1996 | Rotherham United        | 2-1          | Shrewsbury Town     |
| 1997 | Carlisle United         | 0-0 ns (4-3) | Colchester United   |
| 1998 | Grimsby Town            | 2-1 nv       | AFC Bournemouth     |
| 1999 | Wigan Athletic          | 1-0          | Millwall FC         |
| 2000 | Stoke City              | 2-1          | Bristol City        |
| 2001 | Port Vale               | 2-1          | Brentford FC        |
| 2002 | Blackpool FC            | 4-1          | Cambridge United    |
| 2003 | Bristol City            | 2-0          | Carlisle United     |
| 2004 | Blackpool FC            | 2-0          | Southend United     |
| 2005 | Wrexham AFC             | 2-0          | Southend United     |
| 2006 | Swansea City            | 2-1          | Carlisle United     |
| 2007 | Doncaster Rovers        | 3-2 nv       | Bristol Rovers      |
| 2008 | Milton Keynes Dons FC   | 2-0          | Grimsby Town        |
| 2009 | Luton Town              | 3-2 nv       | Scunthorpe United   |
| 2010 | Southampton FC          | 4-1          | Carlisle United     |
| 2011 | Carlisle United         | 1-0          | Brentford           |
| 2012 | Chesterfield            | 2-0          | Swindon Town        |
| 2013 | Crewe Alexandra         | 2-0          | Southend United     |
| 2014 | Peterborough United     | 3-1          | Chesterfield        |
| 2015 | Bristol City            | 2-0          | Walsall             |
| 2016 | Barnsley                | 3-2          | Oxford United       |
| 2017 | Coventry City           | 2-1          | Oxford United       |
| 2018 | Lincoln City            | 1-0          | Shrewsbury Town     |
| 2019 | Portsmouth              | 2-2 ns (5-4) | Sunderland          |
| 2020 | Salford City            | 0-0 ns (4-2) | Portsmouth          |
| 2021 | Sunderland              | 1-0          | Tranmere Rovers     |
| 2022 | Rotherham United        | 4-2 nv       | Sutton United       |
| 2023 | Bolton Wanderers        | 4-0          | Plymouth Argyle     |
| 2024 | Peterborough United     | 2-1          | Wycombe Wanderers   |